# 斯基亞拉山
46°13′56″N 12°11′1″E / 46.23222°N 12.18361°E

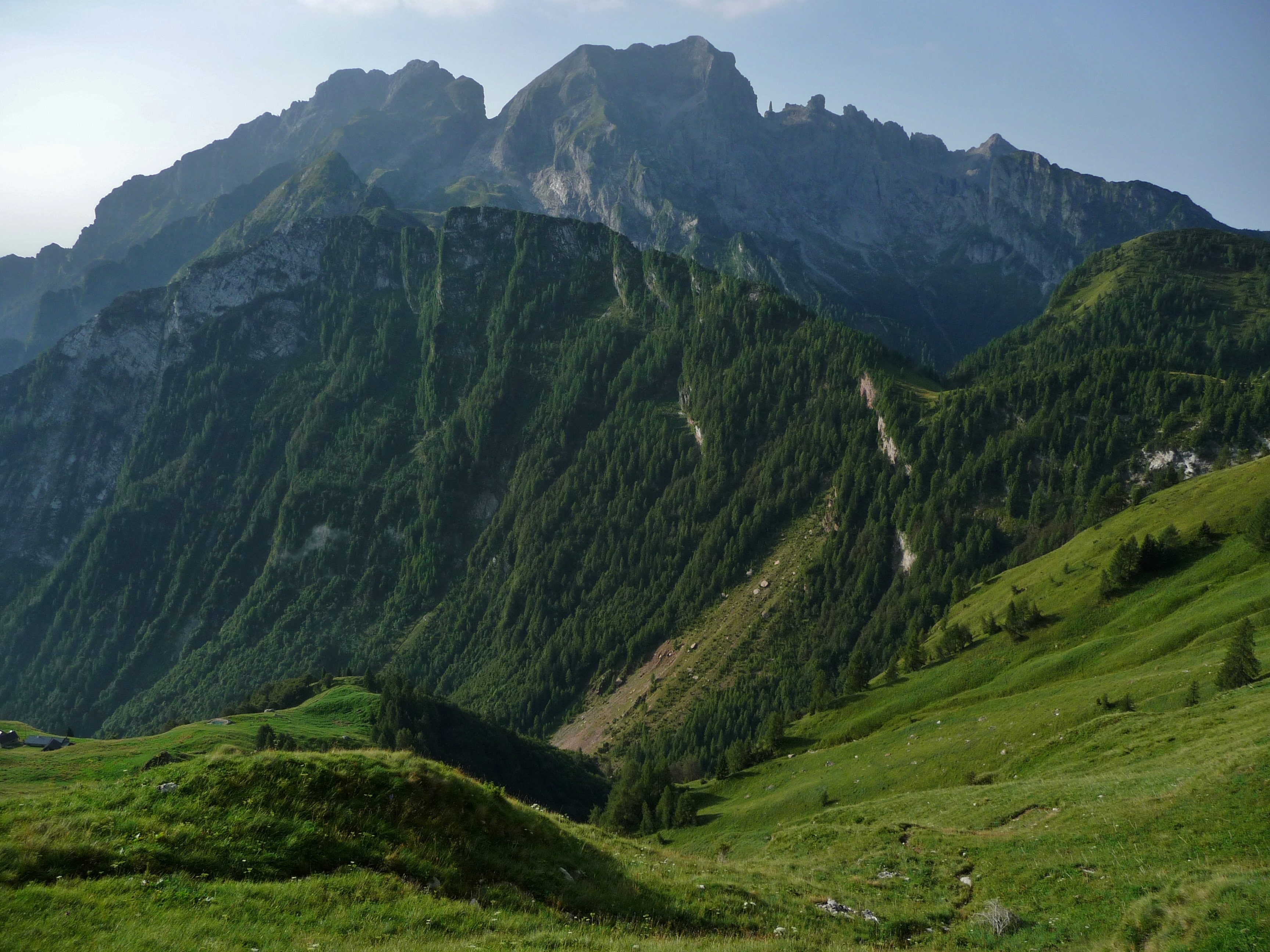

斯基亞拉山（義大利語：Schiara），是意大利的山峰，位於該國東北部，由威尼托大區負責管轄，屬於多洛米蒂山的一部分，海拔高度2,565米，人類在1878年首次登頂。